# Ivan Stretovich
Ivan Alexeyevich Stretovich (em russo:  Иван Алексеевич Стретович; Novosibirsk, 6 de outubro de 1996) é um ginasta russo que compete em provas de ginástica artística.
Representou a Rússia nos Jogos Olímpicos de 2016, no Rio de Janeiro, conquistando uma medalha de prata por equipes.

## Carreira
Stretovich começou a praticar ginástica aos seis anos de idade, e se interessou pela modalidade após assistir a competições pela televisão. Ainda como juvenil, disputou sua primeira competição internacional no Campeonato Europeu de 2012, em Montpellier, e ajudou na conquista da medalha de ouro por equipes para a Rússia disputando todos os seis aparelhos. No ano seguinte disputou o Festival Olímpico Europeu da Juventude, em Utrecht, Países Baixos, ganhando a medalha de ouro nas barras paralelas e o bronze tanto no individual geral quanto nas argolas.
Estreou na categoria adulta em 2014, e no mesmo ano já competiu em seu primeiro Campeonato Mundial, em Nanning, China. Competiu apenas no cavalo com alças durante a disputa por equipes, e ajudou a Rússia a terminar em quinto lugar ao lado dos companheiros Denis Ablyazin, Nikita Ignatiev, Nikolai Kuksenkov, Daniil Kazachkov e David Belyavskiy. No ano seguinte novamente integrou a delegação russa que competiu no Campeonato Mundial em Glasgow, e ao lado de Nikita Nagornyy, Ablyazin, Ignatiev, Kuksenkov e Belyavskiy melhoraram uma posição em relação ao ano anterior na final por equipes, mas fora do pódio com 268,362 pontos, quase dois pontos atrás dos medalhistas de bronze da China.
Em julho 2016, Stretovich competiu na Copa Russa de ginástica artística onde ganhou a medalha de ouro nas barras paralelas e na barra fixa. Inicialmente foi nomeado como reserva para a equipe olímpica daquele ano, mas alguns dias antes do início dos jogos foi escolhido para substituir Nikita Ignatyev por apresentar um melhor desempenho no período de treinamentos que seu compatriota. Junto com Denis Ablyazin, Nikita Nagornyy, Nikolai Kuksenkov e David Belyavskiy integrou a delegação masculina de ginástica nas Olimpíadas de 2016, no Rio de Janeiro, onde contribuiu com pontuações de 14,755 no cavalo com alças, 15,100 nas barras paralelas e 14,766 na barra fixa que levou a equipe russa a conquista da medalha de prata com um total de 271,453 pontos. Após os Jogos Olímpicos, sofreu com uma lesão no pulso que o afastou das competições e precisou ser submetido a uma cirurgia em janeiro de 2017. Em dezembro do mesmo ano retornou as competições nacionais durante a Voronin Moscow Cup, mas ainda em processo de recuperação não conseguiu se classificar para as finais.